# ディッシャー

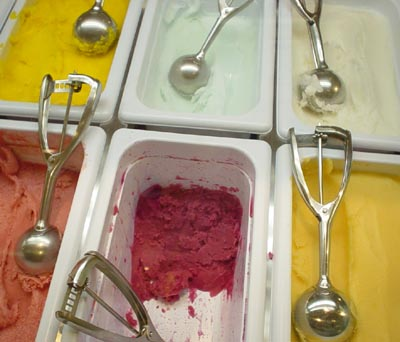
アイスクリーム・ディッシャー

ディッシャー（デッシャー、英: disher）とは、食品を盛りつけるための器具のひとつ。アイスクリーム、マッシュポテトやポテトサラダなどの食品を、一定量、一定のかたちに盛りつけるのに使用される。アイスクリームに使用するものは、アイスクリームディッシャーまたは、アイスディッシャーとも呼ばれる。
通常はステンレス製で、食品をすくう半球形の金具にペンチのような握るための持ち手がついている。スプーンに似た半球形の部分で食品をすくい、持ち手を握ると、自動車用ワイパーの要領で半球の内側部分を金属片が通過し、こそぎ落とされた食品は半球形のかたちを保ったまま押し出される仕組みになっている。